# Монастир Кутлумуш
40°15′13″ пн. ш. 24°15′50″ сх. д. / 40.25361° пн. ш. 24.26389° сх. д.
Монастир Кутлумуш (грец. Μονή Κουτλουμουσίου) — грецький чоловічий православний монастир на Святій горі Афон, шостий в ієрархії Афонських монастирів, зведений поблизу сучасного міста Карієс. Кутлумуш володіє кращою пристанню на Афоні, званої Камегра і ходьби, що знаходиться в півгодини, на схід від пристані Іверського монастиря. У Камегре пристають кораблі, що йдуть на Афон.

## Історія
Перша історична згадка про монастир Кутлумуш датована 1169 роком. У своєму нинішньому вигляді він заснований в 14 столітті ченцем Кутлумушем, ніби-то турком-сельджуком, який прийняв християнство. Католікон побудований в 1540 році. Монастир вважається одним з найвеличніших монастирів на горі Афон.
У сучасній обителі багато каплиць. Найвражаюча з них побудована у 1733 і присвячена Діві Марії, розташована ліворуч від основного притвору храму з чудотворною іконою Богоматері. Інші каплиці монастиря присвячені святій Наталії, святим Косьмі та Даміану, Всім Святих, святому Іоанна Хрестителя і святому Спиридону.
Станом на 1990 рік у монастирі мешкало 73 ченці. У безпосередній близькості до монастиря Кутлумуш розташований скит Святого Пантелеймона.
В монастирі жив преподобний Паїсій Святогорець (помер 1994 року). Кіновія монастиря зараз налічує 35 братів. Ігумен монастиря – Архімандрит старець Христодулос.
Серед найбільших реліквій обителі — чудотворна ікона Богородиці «Всемилостива заступниця» та частки Животворящого хреста.